# Purity of Essence
Purity of Essence – drugi solowy album szwedzkiego kompozytora i multiinstrumentalisty Quorthona. Wydany został w 1997 roku nakładem Black Mark Production.

## Lista utworów
| CD1 1. "Rock 'n Roll (Instrumental)" – 0:04 2. "I've Had it Coming My Way" – 3:29 3. "When Our Day is Through" – 4:25 4. "One of Those Days" – 3:59 5. "Cherrybutt & Firefly" – 3:32 6. "Television" – 3:41 7. "Hit My Head" – 5:28 8. "Hump for Fun" – 3:12 9. "Outta Space" – 4:06 10. "Fade Away" – 6:14 11. "I Want Out" – 4:14 12. "Daddy's Girl" – 4:18 13. "Coming Down in Pieces" – 5:50 |  | CD2 1. "Roller Coaster" – 4:06 2. "It's Ok" – 4:18 3. "All in All I Know" – 4:18 4. "No Life at All" – 2:38 5. "An Inch Above the Ground" – 3:34 6. "The Notforgettin" – 4:09 7. "Deep" – 5:32 8. "Label on the Wind" – 6:47 9. "Just the Same" – 4:54 10. "You Just Got to Live" – 5:03 |